# Культура доби Української революції
Культура України 1917—1920 рр. — цей період для України став часом великих випробувань, важливих суспільно-політичних подій, що часто призводили до знищення засад національно-культурного буття, були згубними для діячів культури та не сприяли збереженню культурних цінностей. Та не зважаючи на складні катаклізми, українська культура продовжувала плідно розвиватися. Розвиток української культури 20 століття можна характеризувати як період її національно-державного відродження, започаткований демократичними переворотами 1917 р., українською революцією . Справді, зміни, які відбулись за цей період дали могутній поштовх для розвитку культури. Цьому сприяла ліквідація численних заборон, що тяжіли над Україною впродовж багатьох століть.

### Ідеологія і культура
Після завершення громадянської війни і приходу до влади комуністичної партії, зі створенням Радянського Союзу змінилися умови розвитку культури загалом в СРСР, а також в Україні. Культурний розвиток України у 1920-і роки один з разючих феноменів української історії. Країна, що пережила найважчу війну, вимушена відновлювати абсолютно зруйновану економіку, яка втратила багатьох видатних вчених, письменників (загибель, еміграція), переживає справжній культурний злет, як висловився історик О.Субтельний, «багатогранний спалах творчої енергії». Цей факт визнається не тільки прихильниками, але і критиками радянської влади. Справа в тому, що революція привела в рух різні соціальні сили, дала відчуття свободи, створення нового, незвіданого. Серед майстрів культури були і гарячі прихильники нової влади, і аполітичні люди, і противники більшовизму, які в розвиткові національної культури вбачали певну альтернативу незалежності, що не здійснилася. В умовах непу, внутрішньопартійної боротьби допускалися елементи демократії. Уперше за довгі роки українська культура отримала державну підтримку. Негативне ставлення до радянської влади, до її політики спричинило значну еміграцію діячів літератури і мистецтва (В.Винниченка, С.Черкасенка, Т.Шаповала, Д.Донцова, М.Садовського, О.Олеся). Твори письменників-емігрантів за часів совєцької окупації замовчувалися або спотворювалися, їх оголошували «буржуазно-націоналістичними», «контрреволюційними».
Більшовики належним чином врахували величезний потяг народних мас до культури і постаралися вигідно для себе використати його. Вони розуміли, що культура може стати важливим чинником у політичній боротьбі. Щоб керувати діями сотень тисяч озброєних людей, треба було передусім впливати на їхню свідомість. Тому у поширенні здобутків загальнолюдської культури більшовики робили наголос на ідеологічних аспектах. Пов'язуючи ідеологію і культуру, вони обирали найкоротший шлях для зміцнення своєї влади.
Курс на ідеологізацію культури розпочався створенням у лютому 1919 р. наркомату агітації і пропаганди у складі українського радянського уряду. Керівництво наркоматом було довірено визначним діячам більшовицької партії — спочатку Артему (Ф. Сергеєву), потім — О. Коллонтай. Пізніше функції управління агітацією і пропагандою перейняли відповідні структурні підрозділи у компартійних комітетах різних рівнів. Вважаючи цю ділянку роботи найважливішою для зміцнення диктатури, вожді більшовиків віддали її безпосередньо партійному апарату.
В Україні почалася швидка розбудова мережі культурно-освітніх закладів, покликаних нести в маси комуністичні ідеї. Створювалися палаци культури, народні університети, селянські будинки, клуби, хати-читальні. У партійних, робітничих і профспілкових клубах відкривалися бібліотеки, народні театри, різноманітні гуртки. Клуби регулярно проводили концерти силами мобілізованих на цю справу митців. Влаштовувалися мітинги, лекції, диспути.
У липні 1920 р. наркомат освіти УРСР затвердив «Положення про хату-читальню», як опорний пункт просвітньої роботи у селах. Вказувалося, що головним напрямом в діяльності хат-читалень є «поширення комуністичної освіти серед сільського населення».
Поряд з утворенням нових культурно-освітніх закладів відбувався активний процес більшовизації «просвіт», заснованих українською інтелігенцією у попередні роки, починаючи з дореволюційних. Більшовизація відбувалася кадровою чисткою. Із «просвіт» виганяли «буржуазних націоналістів», замінюючи їх людьми, які довели свою відданість радянській владі. Це призводило до істотного погіршення професійного рівня просвітянського керівництва. Характерно, що партія більшовиків не тільки «перетравлювала» існуючі «просвіти», а й учетверо збільшила їх кількість за неповні два роки.
До кінця 1920 р. в Україні діяло близько 15 тис. культурно-освітніх установ різного типу. Серед них було 1 300 клубів, 5 000 хат-читалень, близько 4 000 «просвіт». В усіх великих містах функціонували палаци культури.
Усі «буржуазні газети» були закриті. Проте радянська влада подбала про регулярний випуск власних періодичних видань, які несли в маси комуністичну ідеологію. Газети і журнали видавалися російською і українською мовами. У 1919 р. в Україні виходило (до денікінської окупації) 388 газет, у 1920 р. — 360.
При ВУЦВК було засноване Всеукраїнське державне видавництво. Воно випускало матеріали для пропагандистів і розраховану на маси агітаційну літературу. Незважаючи на нестачу паперу і поліграфічних потужностей, сумарна кількість віддрукованої у 1920 р. пропагандистської продукції (періодичних видань, прокламацій, плакатів, брошур тощо) перевищила 18,5 млн примірників.
Надаючи великого значення монументальній пропаганді, В. Ленін затвердив великий список потрібних пам'ятників. Нерідко вони споруджувалися з нетривких матеріалів, а скульптори не мали достатньої професійної підготовки. Важливим був тільки ідеологічний результат.
Щоб торувати шляхи до умів і сердець, комуністична ідея у монументальній пропаганді пов'язувалась з національною традицією. Тому в Україні почали найбільше тиражувати пам'ятники К. Марксу і Т.Шевченку. Перший пам'ятник великому Кобзареві роботи скульптора І. Кавалерідзе було встановлено 1919 р. у Ромнах. Разом з тим знищувалися пам'ятники царям.
В.Ленін зауважував, що з усіх мистецтв для радянської влади найважливішим є кіно. Справді, роль кінематографа в агітації і пропаганді важко було переоцінити. Ще у січні 1919 р. при наркоматі освіти УСРР було утворено Всеукраїнський кінокомітет. Він узяв під суворий контроль виготовлення та прокат фільмів, кіноапаратуру, запаси плівки. У кіновиробництві перевага надавалася хронікальним журналам і агітаційним фільмам.

### Ліквідація неписьменності
Переважна більшість населення України була неписьменною. Розгортаючи культурне будівництво, партія більшовиків зробила лікнеп найважливішою державною справою. Культосвітні заклади усіх типів були зобов'язані приділяти лікнепу найбільшу увагу. Установи наркомату освіти дістали право залучати до навчання неписьменних на засадах трудової повинності усіх грамотних громадян, вільних від воєнної мобілізації.
Починаючи з весни 1920 р., в Україні розгорнулася кампанія з організації шкіл та гуртків лікнепу. Було відкрито до 7 тис. вечірніх шкіл та гуртків. У них три-чотири рази на тиждень навчалося до 200 тис. чоловік. Крім того, до 50 тис. чоловік було охоплено індивідуальним навчанням.

### Запровадження єдиної трудової загальноосвітньої школи
Положення про єдину трудову школу Раднарком УСРР схвалив у липні 1919 р. Шкільні заклади різних типів, у тому числі приватні гімназії та ліцеї, перетворювалися на стандартизовані державні установи з семирічним навчанням.
Однак шкільна реформа тоді не встигла розпочатися у зв'язку з падінням радянської влади. У червні 1920 р. було видано постанову наркомат УРСР «Про запровадження в життя єдиної трудової школи», аналогічну попередньому урядовому положенню. Єдина трудова школа була семирічною і поділялася на два ступені — перший (чотири класи) і другий (три класи). Після закінчення школи другого ступеню діти могли продовжити навчання у професійно-технічних школах і технікумах. Єдина трудова школа демократизувала загальну освіту.
Наприкінці 1920 р. в Україні діяло близько 22 тис. шкіл, де навчалося 2, 250 млн учнів. Майже в половині шкіл навчання вже відбувалося українською мовою. Для порівняння слід вказати, що в 1914/15 навчальному році існувало 19,6 тис. загальноосвітніх шкіл і серед них не було жодної української.
Курс на інтенсивне збільшення кількісних показників в освіті призводив до зниження якості навчання. Адже викладачами часто ставали випадкові люди. Щоправда, радянський уряд вважав за необхідне певною мірою використати висококваліфіковані-кадри дореволюційних установ, але завбачливо затаврував їх як «буржуазних спеціалістів». Цих людей у будь-яку мить можна було ізолювати від суспільства як носіїв чужої ідеології. Небажання миритися з новими порядками у вишах розглядалося як саботаж. У таких випадках влада діяла «революційними» методами. 24 травня 1920 р. наркомат УРСР видав постанову про мобілізацію професорсько-викладацького складу. Кожен мав працювати там, де йому вкажуть.
За рахунок заснування нових і перепрофілювання існуючих навчальних закладів у 1920 р. було відкрито 20 педагогічних інститутів. Тим самим певною мірою компенсувалася гостра нестача учительських кадрів у нововідкритих школах. Було відкрито також 48 педагогічних технікумів і близько сотні учительських курсів.

### Реорганізація вищої школи
У березні 1919 р. радянський уряд України оголосив нові правила прийому до вишів. З метою «оробітничення» студентського контингенту пріоритет у прийомі надавався вихідцям із сімей робітничої і сільської бідноти. Від них не вимагалося довідок про закінчення середньої школи, плата за їх навчання скасовувалася, вони забезпечувалися стипендією. Усе це надавало молоді робітничого і селянського походження реальну можливість для навчання.
Однак такі студенти не мали первинних знань. Виші почали запроваджувати так звані «нуль-семестри» — тримісячні підготовчі курси. До них абітурієнтів приймали за рекомендаціями партійних, комсомольських і профспілкових організацій. Коли виявилося, що для більшості студентів «правильного» соціального походження тримісячної підготовки замало, почалася організація робітфаків (робітничих факультетів). У них студенти одержували знання за програмою середньої школи з предметів, яких вимагав профіль вишу.
У березні 1919 р. наркомат УРСР розпочав демократизацію управління вищою школою. Вона звелася, однак, до скасування вишівської автономії, яка існувала і в царські часи. Запроваджувався інститут комісарів, які користувалися у вишах повною владою. Комісарів призначав наркомат. Факультетські ради до революції мали широкі права, аж до вибору ректорів таємним голосуванням. Наявність комісарів зводила ці права нанівець. Самі ради тепер повинні були складатися наполовину з представників студентства.
Університетська освіта в Україні ліквідовувалася. Кожний з університетів був поділений на кілька самостійних навчальних закладів, серед яких переважали інститути народної освіти. Вони мали своїм завданням готувати вчителів загальноосвітньої школи.
Розукрупнення збільшило кількість закладів вищої освіти порівняно з довоєнними роками. Наприкінці 1920 р. в Україні налічувалося 38 інститутів, у них навчалося 57 тис. студентів. За рік було випущено близько 3 тис. спеціалістів.
У 20-ті роки в Україні відбулися зміни і в системі вищої освіти. При вступі до закладів вищої освіти враховувалося соціальне походження. Для покращення складу студентів за соціальним станом при вишах створювалися робітничі факультети.

### Розвиток науки
Ліквідація університетів до мінімуму обмежила можливості провадження наукових досліджень у вищій школі. Розвиток науки зосередився в Українській академії наук, яку було засновано 24 листопада 1918 року, і яка мала три відділи: історико-філологічний, фізико-математичний та соціально-економічний. Першим президентом запропонували бути М.Грушевському, але він відмовився. Тому першим Президентом академії став 55-річний В. І. Вернадський. Академік В. І. Вернадський — приклад інтелігента, який став поза політикою й віддавав усі сили служінню науці. Перебуваючи в лавах кадетської партії (він навіть був членом ЦК цієї партії), В. І. Вернадський проте не зайняв по відношенню до Жовтневої революції ворожої позиції. Влітку 1918 року він назавжди розірвав з кадетами і ніколи більше не займався політичною діяльністю. Створюючи Всеукраїнську Академію Наук (ВУАН), В. І. Вернадський і його соратники Д. І. Багалій, А. Є. Кримський, В. І. Липський визначали для неї наступні цілі: — національне відродження України, піднесення її науки й культури; — розвиток економіки та продуктивних сил; — забезпечення українському народові гідного місця в культурному та Науковому житті всього людства; — інтенсивний обмін науковими досягненнями між Російською й Українською Академіями наук, піднесення культурної єдності українського й російського народів, зміцнення союзу України й Росії в межах єдиної держави.
Після другого приходу Радянської влади в Україну на початку 1919 року й утворення Української РСР було проголошено основні принципи радянської системи освіти й виховання: загальність, доступність для всіх, безкоштовність і обов'язковість шкільної освіти.
Утворена в період правління гетьмана П. Скоропадського, УАН не могла в умовах політичної нестабільності розгорнути свою діяльність. У лютому 1919 p., коли у Києві утвердилася радянська влада, президент УАН В. Вернадський і неодмінний секретар А. Кримський звернулися до наркома освіти В. Затонського з клопотанням про виділення коштів, надання друкарні та приміщень для наукових занять. Нарком зобов'язався забезпечити діяльність Академії і надав у її розпорядження садибу пансіону графині Левашової (тепер у цьому будинку розміщується президія Національної академії наук України).
Водночас УАН зазнала в цей час перших політичних репресій. Статус академіка від переслідувань не рятував. Було заарештовано С.Єфремова, позбавлено громадянських прав В. Косинського. Після наполегливих прохань обом академікам власті дали можливість працювати.
Найбільш продуктивно у 1919—1920 pp. працював перший відділ УАН, на чолі якого стояли Д. Багалій, С.Єфремов, А. Кримський. Об'єктом досліджень його кафедр було духовне життя і культура українського народу. На історичному підвідділі вивчалися проблеми всесвітньої та вітчизняної історії, географії, етнографії і філософії, на філологічному — всесвітнє та українське письменство, арабо-іранська філологія, тюркологія і загальне мовознавство. Плідно працювали комісії для складання словника живої української мови, для видання пам'яток новітнього письменства, археографічна.
У другому відділі УАН зосереджувалися установи фізико-математичного і природничого профілю. Були створені фізичний інститут, інститут технічної механіки, різноманітні лабораторії, комісії і кабінети. Очолював відділ М. Кащенко.
Третій відділ УАН мав соціально-економічний профіль. В його комісіях і на кафедрах вивчалися економічні і юридичні проблеми. На чолі відділу стояв М.Туган-Барановський. Він створив Інститут для виучування економічної кон'юнктури та народного господарства і став його першим директором. Стабільно працював створений М.Птухою Демографічний інститут.
Наприкінці 1920 р. УАН налічувала понад 200 штатних співробітників. Без оплати в її установах працювало понад 500 спеціалістів.